# Periglacial

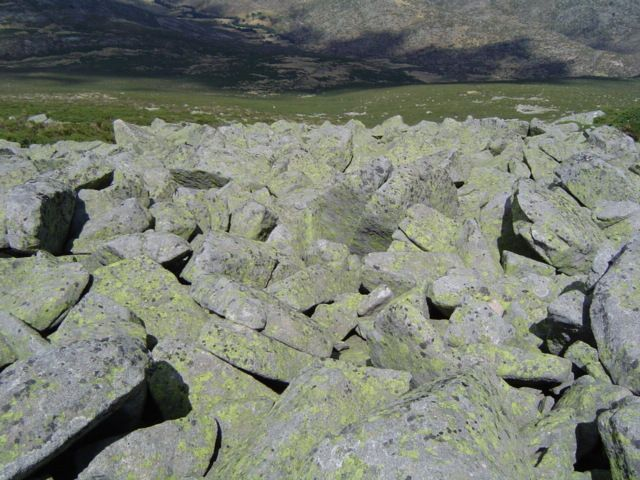
Pedregulhos de origem periglacial.

Periglacial é um adjetivo que se refere originalmente a lugares nas delimitações das regiões glaciais, mas este termo tem sido ultimamente bastante utilizado na geomorfologia para descrever qualquer localidade onde processos geológicos relacionados ao congelamento da água ocorre. No significado original da palavra zona periglacial, as áreas descritas pelo termo não se encontravam cobertas pelo gelo glacial, mas eram submetidas a intensos ciclos de congelamento e exibiam características de intensa meteorização do permafrost e erosão. 
Um lago periglacial se forma onde a drenagem natural da topografia é obstruída por um manto de gelo, calota polar ou geleira. Lagos periglaciais não são típicos das regiões sob a moderna definição de periglacial, tendo em vista que a maioria deles se formou temporariamente durante o último degelo e não são necessariamente associados a acidentes geográficos criados pelo congelamento da água (excluindo as geleiras).
Uma comunidade ecológica comum nas regiões periglaciais é a tundra.

## Abrangência da periglaciação
Alguns geólogos tem correlacionado a extensão da periglaciação àquela do permafrost. Sob esta definição, grandes áreas na Sibéria, Canadá e Alasca e áreas menores na Fenoscândia, Tibete, Islândia, Groenlândia, Antártica e nos Andes seriam consideradas como periglaciais. Nem todos os cientistas concordam com essa definição, levando em consideração que muitas regiões absentes de permafrost exibem uma atividade significativa de processos relacionados ao congelamento da água.
"Periglaciação" é o substantivo correspondente ao adjetivo "periglacial". Este termo significa condições periglaciais, o que geralmente quer dizer, uma área de permafrost - congelamento intenso, talvez com algum gelo/degelo na superfície. Isso quer dizer, a camada superficial derrete brevemente no verão. A periglaciação ocorre próximo a geleiras de montanhas. Em níveis mais baixos ela forma uma zona fria circundando geleiras continentais em áreas de alta latitude, cobrindo talvez 20% da massa continental terrestre.
Condições periglaciais no Pleistoceno criaram paisagens e condições geológicas moldadas pela ação do gelo; o repetido ciclo de congelamento e derretimento no decorrer dos anos. Pode-se considerar que quase um terço da superfície continental terrestre tenha estado sujeita às condições periglaciais em algum período.

### Fatores que influem na localidade
- Latitude – as temperaturas tendem a ser mais altas próximo ao equador. Ambientes periglaciais tendem a ser encontrados em latitudes mais altas. Como há mais terra nessas latitudes no norte, este efeito acaba sendo mais comum no hemisfério norte. Porém, em latitudes mais baixas, o efeito direto da radiação do sol é maior, fazendo com que, mesmo que o efeito de congelamento e derretimento esteja presente, a extensão do permafrost seja muito menor.
- Altitude – A temperatura do ar cai aproximadamente 1 °C para cada 100 m acima do nível do mar. Isso significa que em cadeias montanhosas, as condições periglaciais (segundo a definição moderna) sejam encontradas mais frequentemente próximo ao equador que em latitudes um pouco maiores.
- Correntes oceânicas – Correntes superficiais frias de regiões polares reduzem a temperatura média lugares onde elas exercem influencia, fazendo com que calotas polares e condições periglaciais surjam no equador, como no Labrador por exemplo. Inversamente, correntes superficiais quentes elevam a temperatura média das regiões costeiras pelas quais passam. Climas gelados, fora os exemplos citados, são encontrados apenas em locais mais ao norte. Isso é evidente na porção oriental da América do Norte, que é afetada pela corrente do Pacífico Norte. Da mesma maneira, mas com maior intensidade, a Corrente do Golfo afeta a Europa Ocidental.
- Continentalidade – Longe da influência moderadora do oceano, a variação sazonal de temperatura é mais extrema e o ciclo de congelamento e derretimento é mais intenso. No interior do Canadá e da Sibéria, o permafrost típico da periglaciação atinge níveis mais profundos e se estende por uma área maior, rumo ao equador. Similarmente, a solifluxão associada ao gelo e degelo se estende para latitudes mais baixas no interior que nas regiões costeiras.

## Formações associadas aos ambientes periglaciais

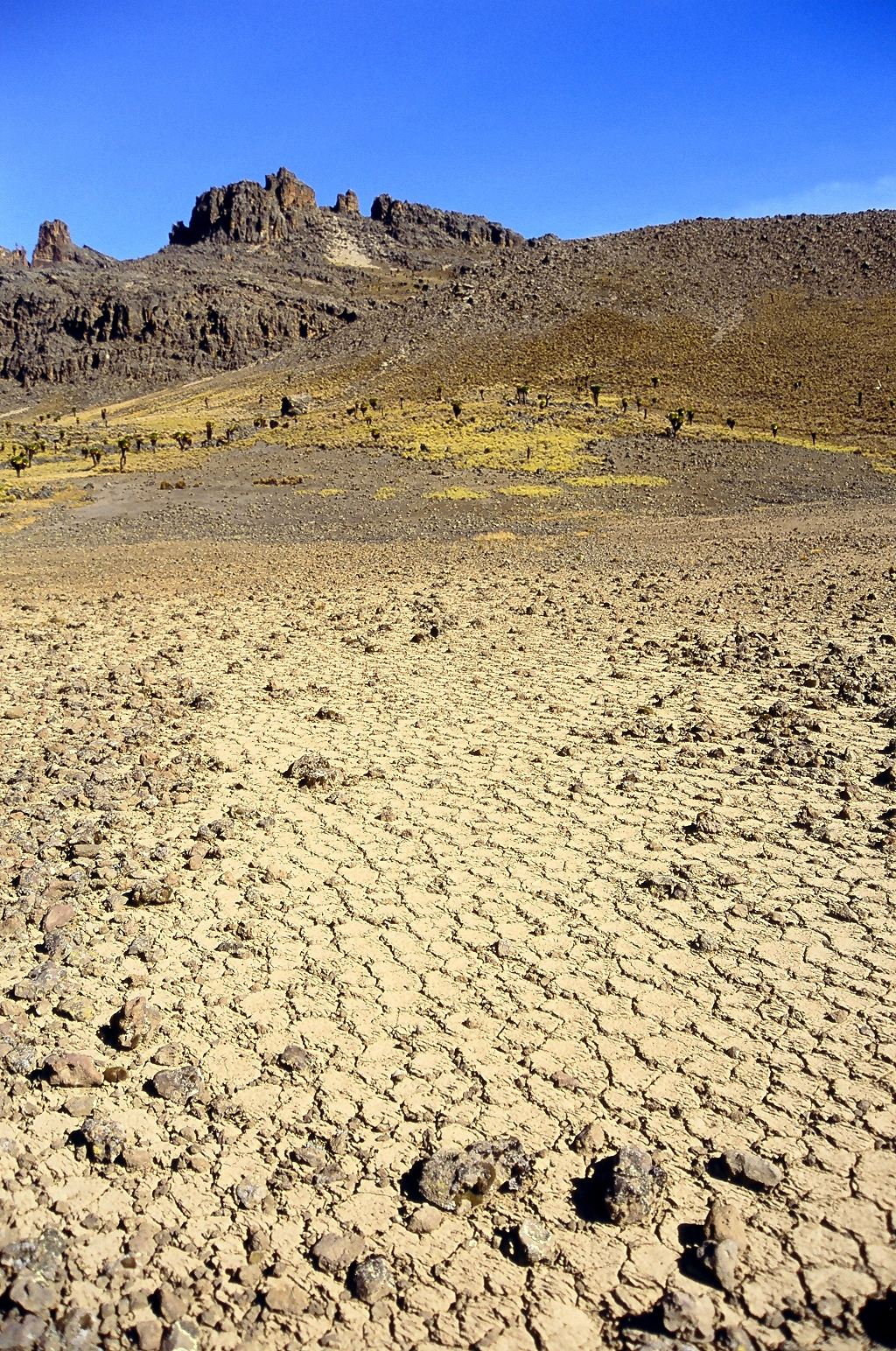
Um campo repleto de blocos poligonais a aproximadamente 4000m no Monte Quênia.

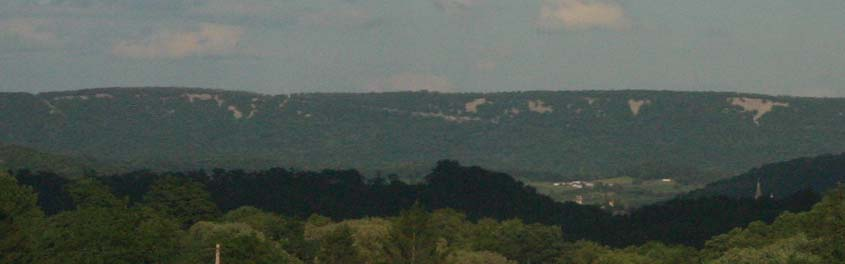
Campos de matacões (áreas cinza sem árvores) próximo ao cume da Montanha Bald Eagle, Condado de Blair, Pensilvânia

Ambientes periglaciais apresentam uma grande variedade de processos, alguns dos quais podem ocorrer em outros tipos de ambiente. Não há nenhum conjunto de processos presente em todas as áreas periglaciais, ao invés disso, cada localidade apresenta uma combinação de processos diferente.
A periglaciação resulta em uma variedade de tipos de solo, mas sobretudo aqueles envolvendo depósitos mistos criados por cunhas de gelo irregulares, solifluxão, gelifluxão, criosolevamento e desprendimentos. Ambientes periglaciais são, de um ponto de vista geomorfológico, relativamente estáveis e difíceis de se alterar, pois todos os processos pelos quais estes ambientes passaram acabam por torná-los pouco sensíveis a mudanças, como por exemplo, a pouca inclinação angular.
Depósitos de Coombe e head deposits - depósitos de coombe são depósitos de greda encontrados abaixo das escarpas de greda no sul da Inglaterra. Head deposits são mais comuns abaixo de afloramentos dos granito em Dartmoor.
Solo poligonal são rochas que formam círculos, polígonos, e faixas. A topografia local afeta o padrão apresentado pelo solo. Um processo chamado criosolevamento é responsável por essas formações.
Lóbulos de solifluxão são formados quando o solo encharcado cede à força da gravidade e desliza encosta abaixo formando lóbulos em U.
Campos de blocos ou Felsenmeer são áreas cobertas por blocos angulares, cuja formação costuma-se atribuir à ação do gelo/degelo.  Um bom exemplo de um campo de blocos pode ser encontrado no Parque Nacional de Snowdonia, País de Gales.  Campos de blocos são comuns nas partes não glaciais das Montanhas Apalaches no nordeste dos Estados Unidos, como a River of Rocks ou no Campo de Matacões de Hickory Run, Condado de Lehigh, Pensilvânia.
Outras formas de relevo típicas incluem:
- Palsa
- Pingo
- Geleira rochosa
- Termocarste
- Loess

## Atividade fluvial
A maioria das áreas sob a periglaciação recebem pouca precipitação (caso contrário essas áreas seriam provavelmente tomadas pela glaciação) e baixa evapotranspiração, o que torna a média de fluxo fluvial muito baixa. Muitos rios que desaguam no Oceano Ártico (a norte do Canadá e Sibéria) possuem, apesar disso, uma alta capacidade erosiva devido ao fato de o degelo ocorrer primeiro na parte superior da bacia hidrográfica levando a inundação de grandes áreas rio abaixo (norte) devido à obstrução do curso pelo gelo do rio. Quando essas barreiras derretem ou se quebram são liberadas grandes quantidades de água com grande poder de destruição e erosão.

## Meteorização física e química
Apesar da crença recorrente de que não há nenhuma predominância da meteorização física sobre a meteorização química em regiões periglaciais, a ação da meteorização física é relativamente mais importante comparada à atividade de meteorização em regiões mais quentes.